# Дейм, Вильфред
Вильфред Дейм (нем. Wilfried Daim; 21 июля 1923, Вена, Австрия) — австрийский психолог, психиатр, писатель и коллекционер произведений искусства. Сотрудник Игоря Карузо.

## Биография
Во время Второй мировой войны являлся членом католического движения Сопротивления.
В 1948 году защитил диссертацию по теме «Исследования бюджета для поддержания формы телефонных номеров» (нем. Untersuchungen über die für dasde Behalten günstige Form von Telephonnummern).
В 1953 году был одним из участником Международного конгресса по парапсихологии, прошедшего в Утрехте.
В 1956 году в Вене создал институт политической психологии. Занимался изучением телепатии во сне, используя кусочки цветного картона.
В 1969 году совместно с Гюнтером Неннигом выступил с «Ходатайством о роспуске Австрийской армии».
Был президентом Австрийского общества психических исследований.
Дейм опубликовал большое количество книг посвящённых психологии и вере, но самой известной его работой является книга «Человек, который поставлял Гитлеру идеи. О религиозном заблуждении сектанта и расовой мании диктатора» (нем. Der Mann, der Hitler die Ideen gab) о том влиянии, которое оказал Ланц фон Либенфельс на Адольфа Гитлера. Хотя в настоящее время некоторые историки ставят эти утверждения под сомнение.
Член Австрийского католического братства Рудольфа

## Сочинения

### Монографии
- Untersuchungen über die für dasde Behalten günstige Form von Telephonnummern. Dissertation. Wien 1948.
- Experimente mit der Seele. Naturwissenschaft für jedermann. Ulrich Moser, Graz 1949.
- Umwertung der Psychoanalyse. Herold, Wien 1951.
- Tiefenpsychologie und Erlösung. Herold, Wien 1954.
- Der Mann, der Hitler die Ideen gab. Jörg Lanz von Liebenfels. Isar, München 1958.
- Die kastenlose Gesellschaft. Manz, München 1960.
- Zur Strategie des Friedens. Europa, Wien, Köln, Stuttgart, Zürich 1962.
- mit Friedrich Heer[нем.], August Maria Knoll[англ.] (Hrsg.): Kirche und Zukunft. Europa, Wien 1963.
- Christentum und Revolution, Manz, München, 1967
- Der Vatikan und der Osten, Europa Verlag, 1967
- Progressiver Katholizismus. Manz, München 1967.
- Analyse einer Illusion, Hinder & Deelmann, 1969
- Chinesen in Europa. Jugend und Volk, Wien 1973.
- Christianity, Judaism, and Revolution, Ungar, 1973
- Otto Rudolf Schatz[нем.]. Grafik. Edition Roetzer, Eisenstadt 1978, ISBN 3-85374-041-3
- Franz Probst. Edition Roetzer, Eisenstadt 1979, ISBN 3-85374-052-9
- Meine Kunstabenteuer, Holzhausen, 1997
- Eine Kunst, die ans Ende will — Franz Probst, Karolinger, Wien, 2005
- Peter Diem[нем.] (Hrsg.): Als Christ im mörderischen Krieg 1939—1945. Plattform, Perchtoldsdorf 2011, ISBN 3-9502672-8-X

### Статьи
- Psychologie des Untergrunds In: die Furche 46/1956
- Die kastenlose Gesellschaft — Besprechung von Peter Diem In: Academia 8/1960
- Die Nation — in österreichischer Sicht. In: Die österreichische Nation, Europaverlag, Wien, 1967, S.15-28
- Zu Österreichs bildender Kunst in der Zwischenkriegszeit. In: Das geistige Leben Wiens in der Zwischenkriegszeit, Österreichischer Bundesverlag, Wien, 1981